# جونيور أغوغو
مانويل جونيور أغوغو (بالإنجليزية: Junior Agogo)‏، مواليد 1 أغسطس 1979 في أكرا، لاعب كرة قدم غاني، يلعب بمركز الهجوم. قضى مُعظم مسيرته باللعب في انجلترا، كذلك لعب لفترات في الولايات المتحدة، مصر، قبرص وآخرها في اسكتلندا.
اشتُبه بإصابته بجلطة وتم نقله للمستشفى في يناير 2015.

## المسيرة الاحترافية
بدأ مسيرته الكروية مع نادي شيفيلد وينزداي الإنجليزي في عام 1997، ولعب معهم حتى عام 2000، وشارك معهم في مباراتين، وخلال هذه الفترة أعير إلى أكثر من نادي، حيث أعير إلى نادي أولدهام أثلتيك الإنجليزي في عام 1999، ولعب معهم مباراتين، وفي عام 1999 أعير إلى نادي تشستر سيتي الإنجليزي، ولعب معهم 10 مباريات وسجل 6 أهداف، وفي عام 1999 أعير إلى نادي تشيسترفيلد، ولعب معهم 4 مباريات، وفي موسم 1999/2000 أعير إلى نادي لينكولن سيتي أف سي، ولعب معهم 3 مباريات وسجل هدف واحد، وفي عام 2000 انتقل إلى نادي شيكاغو فاير الأمريكي، ولعب معهم مباراة واحدة، وفي عام 2000 انتقل إلى نادي كولورادو رابيدز الأمريكي، ولعب معهم حتى عام 2001، وشارك معهم في 32 مباراة وسجل 15 هدف، وفي عام 2001 انتقل إلى نادي سان خوسيه إيرثكويكس الأمريكي، ولعب معهم 14 مباراة وسجل 6 أهداف، وفي عام 2002 انتقل إلى نادي كوينز بارك رينجرز الإنجليزي، ولعب معهم مباراتين، وفي موسم 2002/2003 انتقل إلى نادي بارنت الإنجليزي، ولعب معهم 39 مباراة وسجل 21 هدف، وفي عام 2003 انتقل إلى نادي بريستول روفيرز الإنجليزي، ولعب معهم حتى عام 2006، ولعب معهم 126 مباراة وسجل 41 هدف، وفي عام 2006 انتقل لللعب مع نادي نوتنغهام فوريست الإنجليزي، وفي عام 2008 انتقل إلى نادي الزمالك المصري ولم تكتب لتجربته النجاح لينتقل للعب لنادي أبولون ليماسول. وقد ثارت مشكلة قضائية بين اللاعب ونادي الزمالك المصري، وقد حكمت الفيفا للاعب باحقيته في مليون و 800 الف دولار كتعويض تم تخفضيهم بالاتفاق بين الطرفين إلى نصف المبلغ
وشارك اللاعب مع منتخب غانا لكرة القدم منذ عام 2006 إلى عام 2010.
وقد أصيب اللاعب بسكتة دماغية في بداية عام 2015 إلا إنه تماثل للشفاء في 2017 وقد سجل مع البي بي سي تجربته أثناء فتر المرض.

## روابط خارجية
- جونيور أغوغو على موقع الدوري الأمريكي (الإنجليزية)
- جونيور أغوغو على موقع قاعدة بيانات كرة القدم.إي يو (الإنجليزية)
- جونيور أغوغو على موقع ليكيب (الفرنسية)
- جونيور أغوغو على موقع ناشيونال فوتبول تيمز (الإنجليزية)
- جونيور أغوغو على موقع Soccerbase.com (لاعب) (الإنجليزية)
- جونيور أغوغو على موقع عالم كرة القدم.نت (الإنجليزية)